# Matthias Übelacker

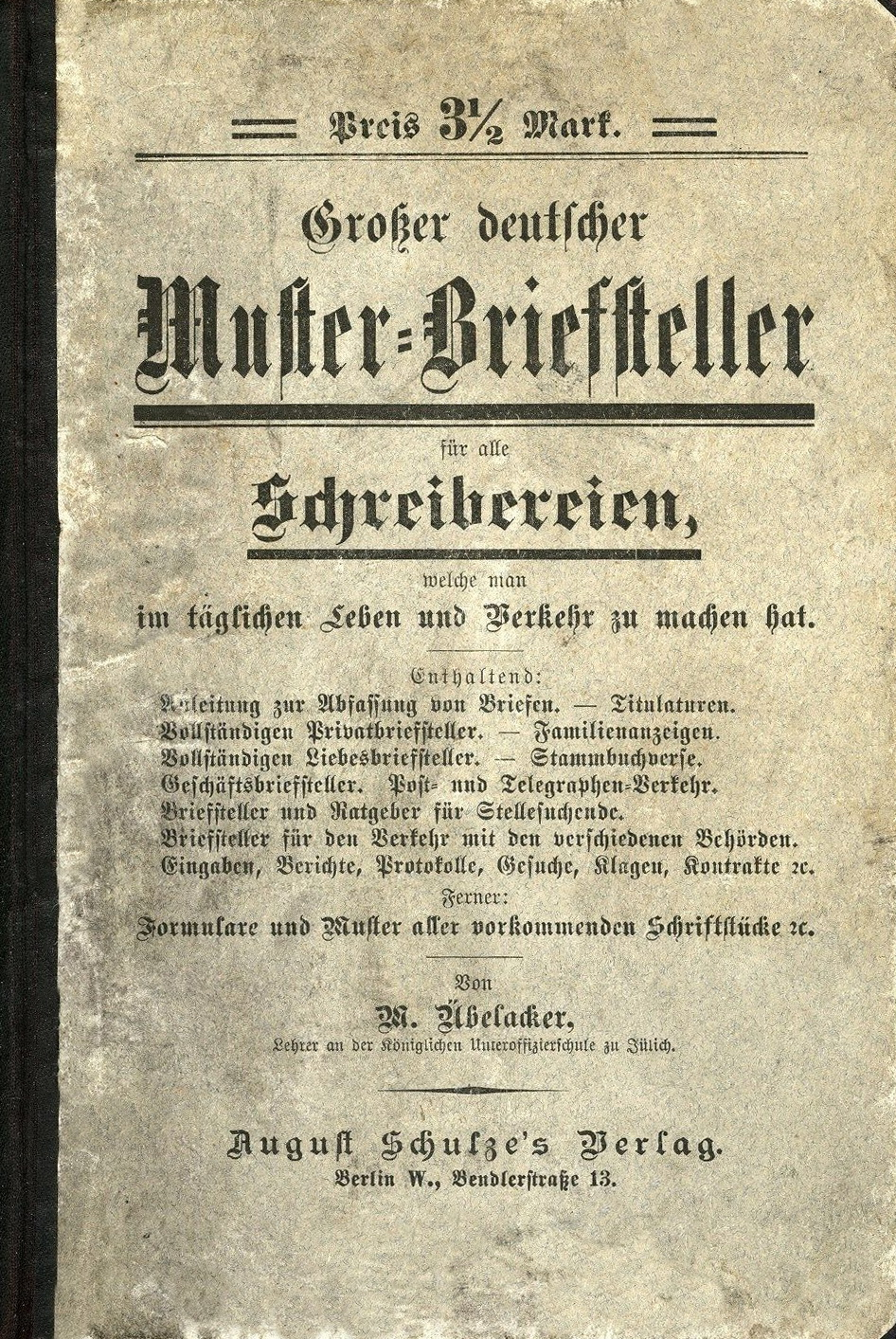
„Großer deutscher Muster-Briefsteller für alle Schreibereien, welche man im täglichen Leben und Verkehr zu machen hat.“, 6. Auflage (1898)

Matthias Übelacker (* im 19. Jahrhundert; † im 20. Jahrhundert) war ein deutscher Lehrer und Autor.

## Leben
Übelacker veröffentlichte seit dem Ende des 19. Jahrhunderts eine Reihe von Büchern zum Selbstunterricht der deutschen Sprache oder als Ratgeber (etwa zum Abfassen von Korrespondenz), von denen etliche mehr als 40 oder 50 Auflagen erreichten. 1895 publizierte er mit seinem Werk Große deutsche Aufsatzschule für den Schul- und Selbstunterricht u. a. einen Leitfaden zum Verfassen von Lebensläufen, mit besonderem Augenmerk für Militäranwärter, der 13. Auflagen erlebte.
Übelacker war Lehrer an der Preussischen Unteroffizierschule zu Jülich.

## Publikationen (Auswahl)
- Richtig Deutsch durch Selbst-Unterricht, erlebte zwischen 1894 und 1930 insgesamt 26 Auflagen. OCLC 250456433
- Grosser deutscher Muster-Briefsteller für die gesamte Privat- und Handels-Korrespondenz und alle sonstigen Schreibereien, welche man im täglichen Leben und Verkehr zu machen hat. Berlin, A. Schultze, 1903. OCLC 734757613
- Große deutsche Aufsatzschule für den Schul- und Selbstunterricht: enth.: Belehrung und Anleitung von Aufsätzen, mit vielen Erklärungen, Übungen. Zahlreiche ausgeführte Musteraufsätze verschiedener Art. Entwürfe (Dispositionen) und Aufgaben (Themata). Ein besonderer Abschnitt in diesem Werke ist den Prüfungsarbeiten bei Anstellung im Staatsdienste (Militär-Anwärter, Beamte usw.) gewidmet., Berlin, August Schultze, 1911. (13 Auflagen) OCLC 915775958
- Gut deutsch durch Selbst-Unterricht praktische Anleitung um deutsch richtig sprechen und schreiben zu lernen… Berlin, Euler, 1913. OCLC 1035198872
- Vollständiger Geschäfts-Briefsteller, Berlin Aug. Schultze 1921. (18. Auflagen) OCLC 72412907
- Mir oder mich? : Sprachlehre (Grammatik) unter besonderer Berücksichtigung der Schwierigkeiten beim Wem- oder Wenfall (mir oder mich) bei Verhältniswörtern, Wiesbaden, Schultze, 1947. OCLC 634033822
- Rechtschreiblehre (Orthographie) ins ausführlicher Darstellung, mit Zeichensetzung (Interpunktion), Verzeichnis von Wörtern, deren Schreibweise besonders zu merken ist; praktisches Lehrbuch durch Selbstunterricht, richtig deutsch schreiben zu lernen mit vielen Beispielen, Übungen und Lösungen. Wiesbaden, A. Schultze, 1948. OCLC 18362747